# 桑德罗克 (阿拉巴马州)
桑德罗克（英語：Sand Rock），是美国阿拉巴马州下属的一座城市。面积约为4.36平方英里（约合11.29平方公里）。根据2010年美国人口普查，该市有人口560人，人口密度为128.47/平方英里（约合49.6/平方公里）。